# Селищенська сільська рада (Сарненський район)
Се́лищенська сільська́ ра́да — колишній орган місцевого самоврядування в Сарненському районі Рівненської області. Адміністративний центр — село Селище.

## Загальні відомості
- Селищенська сільська рада утворена в 1947 році.
- Територія ради: 111,985 км²
- Населення ради: 4 111 особа (станом на 2001 рік)
- Територією ради протікає річка Тусталь.

## Населені пункти
Сільській раді підпорядковані населені пункти:
- с. Селище
- с. Чабель
- с. Ясногірка

## Склад ради
Рада складається з 20 депутатів та голови.
- Голова ради: Примич Микола Антонович
- Секретар ради: Хращевська Галина Адамівна

### Керівний склад попередніх скликань
| Прізвище, ім'я, по батькові | Основні відомості                                                 | Дата обрання | Дата звільнення |
| --------------------------- | ----------------------------------------------------------------- | ------------ | --------------- |
| Примич Микола Антонович     | Сільський голова, 1959 року народження, освіта вища, безпартійний | 26.03.2006   | 31.10.2010      |
| Примич Микола Антонович     | Сільський голова, 1959 року народження, освіта вища, безпартійний | 31.10.2010   | 25.10.2015      |
| Примич Микола Антонович     | Сільський голова, 1959 року народження, освіта вища, безпартійний | 25.10.2015   |                 |

Примітка: таблиця складена за даними сайту Верховної Ради України